# Bunuri mobile din domeniul carte veche și manuscris clasate în patrimoniul cultural național al României aflate în județul Constanța
Acestă listă conține bunurile mobile din domeniul carte veche și manuscris clasate în Patrimoniul cultural național al României aflate la momentul clasării în județul Constanța.

## Tezaur
| Foto | Informații generale | Detalii tehnice | Descriere | Deținător                                       | Legături |
| ---- | --- | --- | --- | ----------------------------------------------- | -------- |
|      | Sfânta și Dumnezeiasca Evanghelie care întracesta chip tocmită dupe orânduiala Greceșcii Evanghelii Autor: Den porunca și cu toată cheltuiala preluminatului… Domn…a toată Țara Rumânească Io Șerban C. Voievod, nepot preabunului Basarb Voievod… ispravnicu fiind Kyr Teodosie, Mitropolitul țării și Exarh                                                                                           | Datare: 1682 Școală: În scaunul Mitropoliei Bucureștilor tipărinduse Dimensiuni: 35 x 27 cm Material: Hârtie cu filigran | | Biblioteca Județeană „Ioan N. Roman”, Constanța | Cimec    |
|      | Noul Testament... izvodit cu mare socotință din izvodu grecescu și slovenescu pre limba rumânească Autor: Cu îndemnarea și porunca denpreună cu toată cheltuiala a mariei sale Gheorghie Racoți Craiul Ardealului… | Datare: 1648, 20 ianuarie Școală: Tipografia Mariei Sale din cetatea Bălgradului Material: Hârtie | | Biblioteca Județeană „Ioan N. Roman”, Constanța | Cimec    |
|      | Îndreptarea legii cu Dumnezeu carea are toatâ judecata Arhiereascâ și Înpărăteascâ de toate vinile preoțești și mirenești. Pravila Sfinților Apostoli, a ceale 7 Săb(oare) și toate ceale Nameastnici Autor: Cu nevoința și userdia și cu toa(tă) cheltuiala a Pre(a) S(fințitului) de Hs Kir Stefan cu mil(a) lu Dumnezeu Mitrop(olit) Tărgov(iștei) Exar(h) Plaiul(ui) și a to(a)t(ă) U(n)g(rovlahia) | Datare: 1652 Școală: În tipografia prea luminatului meu domn Io Matei Voevod Basarab Dimensiuni: 29 x 19 cm Material: Hârtie | | Biblioteca Județeană „Ioan N. Roman”, Constanța | Cimec    |
|      | Grammatică rumânească Autor: Alcătuită de Radu Tempé, Directorul Școlelor Neounite Naționalice și prin Marele Prințipat al Ardealului cu slobozenia celor mai mari | Datare: 1797 Școală: În Tipografia lui Petru Bart Dimensiuni: 17,5 x 11 cm Material: Hârtie simplă fără filigran | | Biblioteca Județeană „Ioan N. Roman”, Constanța | Cimec    |
|      | Les Essais de Michel de Montaigne Autor: Michel de Montaigne, autor | Datare: 1669 Școală: Antoine Estienne, tipograf; Matheus, gravor Dimensiuni: In 12° (15,5 x 9 cm) Material: Hârtie | Les Essais de Michel de Montaigne. Nouvelle edition. Livre premier. Enrichie et Augmentée aux marges du nom des Autheurs qui y sont citez avec les Versions des passages Grecs, Latins et Italiens . À Paris, Chez Laurent Rondet à la Longue-Allée. Christophe Iournel au Petit St. Jean. Robert Chevillion à la Colombe royale. Rue Saint Jacques. M. DC. LXIX [1669]. Avec privilege du Roy. | Biblioteca Județeană „Ioan N. Roman”, Constanța | Cimec    |
|      | Les Essais de Michel de Montaigne Autor: Michel de Montaigne, autor | Datare: 1669 Școală: Antoine Estienne, tipograf; Matheus, gravor Dimensiuni: In 12° (15,5 x 9 cm) Material: Hârtie | Les Essais de Michel de Montaigne. Nouvelle edition. Livre troisieme. Enrichie et Augmentée aux marges du nom des Autheurs qui y sont citez avec les Versions des passages Grecs, Latins et Italiens . À Paris, Chez Laurent Rondet à la Longue-Allée. Christophe Iournel au Petit St. Jean. Robert Chevillion à la Colombe royale. Rue Saint Jacques. M. DC. LXIX [1669]. Avec privilege du Roy. | Biblioteca Județeană „Ioan N. Roman”, Constanța | Cimec    |
|      | Publii Ovidii Nasonis Operum Autor: Publius Ovidius Naso, autor; Nicolaus Heinsius, editor | Datare: 1652 Școală: Officina Elzeviriana; Ludovic Elzevir, tipograf Dimensiuni: In 12° (11,5 x 6 cm) Material: Hârtie | Publii Ovidii Nasonis Operum. Tomus I [-III]. Quo quae contineantur, versa pagella indicat. Amstelodami, Typis Lodovici Elzevirii, Sumptibus Societatis. 1652 | Biblioteca Județeană „Ioan N. Roman”, Constanța | Cimec    |
|      | C. Iulii Caesaris [Opera] quae extant Autor: Caius Iulius Caesar, autor | Datare: 1661 Școală: Ex Officina Elzeviriana Dimensiuni: In 12° (13 x 8,5 cm) Material: Hârtie | C. Iulii Caesaris [Opera] quae extant, ex emendatione Ios. Scaligeri. Amstelodami, ex Officina Elzeviriana,1661 | Biblioteca Județeană „Ioan N. Roman”, Constanța | Cimec    |
|      | Polyori Vergilii Urbinatis de Rerum Inventoribus libri octo Autor: Polydor Virgil, autor; Alessandro Sardi, autor | Datare: 1671 Școală: Reiner Smet, tipograf; Romeyn de Hooghe, gravor. Dimensiuni: In 12° (12 x 7,5 cm) Material: Hârtie | Polydori Vergilii Urbinatis De rerum inventoribus libri octo; In quibus omnium scientiarum omniumq; ferè rerum Principium quoddam quàm brevissimè continetur. Noviomagi Batavorum, Ex Typographia Reineri Smetii, 1671 / Alexandri Sardi Ferrariensis De Rerum Inventoribus libri duo. De iis maximè, quorum nullam Polydorus Vergilius mentionem fecit. Neomagi, Ex Officina Reineri Smetii. A[nn]o 1671. | Biblioteca Județeană „Ioan N. Roman”, Constanța | Cimec    |
|      | M. Annaei Lvcani de Bello civili, libri decem, argumentis illustrati, denuoque ad fidem castigatissimorum exemplarium Autor: Marcus Annaeus Lucanus, autor | Datare: 1569 Școală: Tipografia lui Antoine Gryphe Dimensiuni: In 12° (12 x 8 cm) Material: Hârtie | M. Annaei Lvcani de Bello civili, libri decem, argumentis illustrati, denuoq[ue] ad fidem castigatissimorum exemplarium diligentissime restituti: quibus etiam variae lectiones sunt adiectae. Lvgdvni, Apvd Antonivm Gryphivm. 1569 | Biblioteca Județeană „Ioan N. Roman”, Constanța | Cimec    |
|      | Pub. Ovidii Nasonis Sulmonens. Poetae Operum Autor: Publius Ovidius Naso, autor | Datare: 1601 Școală: Typis Wechellianis, Claude de Marne și moștenitorii lui Johannis Aubris, tipografi Dimensiuni: In 2° (35,5 x 22 cm) Material: Hârtie                                                                          | Pub. Ouidii Nasonis Sulmonens. poetae Operum tomus primus, ea continens quae vocantur Amatoria, cum variorum doctorum virorum commentariis, notis, obersuationibus, et emendationibus; vnum in corpus magno studio congestis. Catalogum pagina proxima exhibet. Cum indice copiosissimo. Francofurti, Typis Wechelianis apud Claudium Marnium, & heredes Joannis Aubrii. M.DCI. [1601] | Biblioteca Județeană „Ioan N. Roman”, Constanța | Cimec    |
|      | Pub. Ouidii Nasonis Sulmonens. Poetae Operum Autor: Publius Ovidius Naso, autor | Datare: 1601 Școală: Typis Wechellianis, Claude de Marne și moștenitorii lui Joannis Aubris, tipografi Dimensiuni: In 2° (35 x 23 cm) Material: Hârtie                                                                             | Pub. Ouidii Nasonis Sulmonens. poetae Operum tomus secundus In Quo Libri Fastorum VI. Tristium V. De Ponto IV. Cum variorum doctorum virorum Commentariis, Notis, Observationibus, & Emendationibus: unum in corpus magno studio congestis; Catalogum pagina post Vitam P. Ovidii exhibet; Cum Indice copiosissimo. Francofurti, Typis Wechelianis apud Claudium Marnium, & heredes Joannis Aubrii. M.DCI. [1601] | Biblioteca Județeană „Ioan N. Roman”, Constanța | Cimec    |
|      | Pub. Ouidii Nasonis Sulmonensis Poetae Operum Autor: Publius Ovidius Naso, autor | Datare: 1601 Școală: Typis Wechellianis, Claude de Marne și moștenitorii lui Joannis Aubris, tipografi Dimensiuni: In 2° (35,5 x 22,5 cm) Material: Hârtie                                                                         | Pub. Ouidii Nasonis Sulmonensis poetae Operum Tomvs tertivs: In qvo Metamorphoseōs lib. XV. cum commentariis Raphaelis Regii, & annotationibus Jacobi Micylli; et Carmen in ibin. cum commentariis Domittii Zarotti & Iacobi Micylli. Qvibvs accesservnt observationes Hercvlis Ciofani & Greg. Bersmanni notae perpetuae. Cum indice copiosissimo. Francofurti, Typis Wechelianis apud Claudium Marnium, & heredes Joannis Aubrii. M.DCI. [1601] | Biblioteca Județeană „Ioan N. Roman”, Constanța | Cimec    |
|      | Vincentii Lirinensis Galli Pro Catholicae Fidei antiquitate et veritate Autor: Sfântul Vincent de Lérins, autor | Datare: 1569 Școală: Michael Julianus, librar Dimensiuni: In 12° (12 x 8 cm) Material: Hârtie | Vincentii Lirinensis Galli, Pro Catholicae Fidei Antiqvitate Et veritate, aduersus prophanas omnium haereseon nouationes, liber elegantissimus, ante annos mille ab authore conscriptus. Cum breui commentariolo in fine addito, per Ioannem Costerium. Parisiis, Apud Michaelem Iulianum, in monte D. Hilarij, sub Stellae coronatae signo. 1569. | Biblioteca Județeană „Ioan N. Roman”, Constanța | Cimec    |
|      | Voyage d’Italie, de Dalmatie, de Grèce, et du Lévant Autor: Jacob Spon și George Wheler, autori | Datare: 1678 Școală: Antoine Cellier, editor; Jaques Faeton, tipograf; Matthaeus Ogier, gravor Dimensiuni: In 8° (16,5 x 9,5 cm) Material: Hârtie                                                                                  | Voyage d’Italie, de Dalmatie, de Grèce, et du Lévant, fait és années 1675. & 1676. par Iacob Spon docteur medecin aggregé à Lyon, & George VVheler gentilhomme anglois. Tome I. À Lyon, Chez Antoine Cellier le fils, rue Merciere, à la Constance. M. DC. LXXVIII [1678]. Avec Privilege du Roy | Biblioteca Județeană „Ioan N. Roman”, Constanța | Cimec    |
|      | Voyage d’Italie, de Dalmatie, de Grèce, et du Lévant Autor: Jacob Spon și George Wheler, autori | Datare: 1678 Școală: Antoine Cellier, editor; Jaques Faeton, tipograf Dimensiuni: In 8° (16,5 x 9,5 cm) Material: Hârtie | Voyage d’Italie, de Dalmatie, de Grèce, et du Lévant, fait és années 1675. & 1676. par Iacob Spon docteur medecin aggregé à Lyon, & George Vvheler gentilhomme anglois. Tome II. À Lyon, Chez Antoine Cellier le fils, rue Merciere, à la Constance. M. DC. LXXVIII [1678]. Avec Privilege du Roy | Biblioteca Județeană „Ioan N. Roman”, Constanța | Cimec    |
|      | Voyage d’Italie, de Dalmatie, de Grèce, et du Lévant Autor: Jacob Spon și George Wheler, autori | Datare: 1678 Școală: Antoine Cellier, editor; Jaques Faeton, tipograf Dimensiuni: In 8° (16,5 x 9,5 cm) Material: Hârtie | Voyages d’Italie, de Dalmatie, de Grèce, et du Lévant, fait és années 1675. & 1676. par Iacob Spon docteur medecin aggregé à Lyon, & George VVheler gentilhomme anglois. Tome III. Contenant les inscriptions de chaque ville & leur explication, avec quelques medailles & autres monuments antiques. À Lyon, Chez Antoine Cellier le fils, rue Merciere, à la Constance. M. DC. LXXVIII [1678]. Avec Privilege du Roy | Biblioteca Județeană „Ioan N. Roman”, Constanța | Cimec    |
|      | Apologie de René Herpin pour la République de I. Bodin Autor: René Herpin, autor | Datare: 1581 Școală: Jacques du Puys, librar Dimensiuni: In 8° (17,5 x 10,5 cm) Material: Hârtie | Apologie de René Herpin pour la République de I. Bodin. A Paris, chez Jacques du Puys, Libraire iure, a la Samaritaine. M. D. LXXXI [1581] | Biblioteca Județeană „Ioan N. Roman”, Constanța | Cimec    |
|      | Mélanges historiques Autor: Paul Colomiès, autor | Datare: 1675 Școală: Jaques Rousseau, editor Dimensiuni: In 12° (13 x 7,5 cm) Material: Hârtie | Mélanges historiques. A Orange, Chez Jaques Rousseau. M. DC. LXXV [1675] | Biblioteca Județeană „Ioan N. Roman”, Constanța | Cimec    |
|      | Examen du livre des Recreations mathematiques, et de ses problemes Autor: Claude Mydorge, autor | Datare: 1639 Școală: Jean Boulley, tipograf-librar; Charles Osmont, librar-editor. Dimensiuni: In 8° (16 x 10 cm) Material: Hârtie                                                                                                 | Examen du livre des Recreations mathematiques, et de ses problemes en geometrie, mechanique, optique, & catoptrique. Où sont aussi discutées & restablies plusieurs experiences physiques y proposees. Par Claude Mydorge, escuyer, sieur de La maillarde, conseiller du Roy, & tresorier general de France en Picardie. A Rouen, chez Jean Boulley, ruë aux Juifs, prés le Palais. M. DC. XXXIX [1639] | Biblioteca Județeană „Ioan N. Roman”, Constanța | Cimec    |
|      | M. Acci Plauti comoediae superst. XX Autor: Titus Maccius Plautus, autor | Datare: 1640 Școală: Joan și Cornelius Blaeu, tipografi. Dimensiuni: In 12° (11,5 x 6 cm) Material: Hârtie | M. Acci Plauti comoediae superst. XX. Ad doctissim. virorum editiones repraesentatae. Amsterodami, Apud Joan et Corn. Blaeu, A[nn]o MDCXL [1640] | Biblioteca Județeană „Ioan N. Roman”, Constanța | Cimec    |
|      | Liber chronicarum cu[m] figuris et ymagi[ni]bus ab inicio Mu[n]di Autor: Hartmann Schedel, autor | Datare: 12 iulie 1493 Școală: Sebald Schreyer și Sebastian Kammermeister, editori; Anton Koberger, tipograf; Michael Wohlgemut, Wilhelm Pleydenwurff și Albrecht Dürer, gravori. Dimensiuni: In 2° (42,5 x 31 cm) Material: Hârtie | | Biblioteca Județeană „Ioan N. Roman”, Constanța | Cimec    |
|      | In omnes M. Tullii Ciceronis orationes doctissimorum virorum lucubrationes Autor: Marcus Tullius Cicero, autor; Quintus Asconius Pedianus, autor al comentariilor; Paolo Manuzio, îngrijitor de ediție | Datare: 1547 Școală: Tipografia lui Aldo Manuzio [moștenitorii lui Aldo Manuzio]; Paolo Manuzio, tipograf Dimensiuni: In 2° (31 x 22 cm) Material: Hârtie                                                                          | In omnes M. Tvllii Ciceronis orationes doctissimorvm virorvm lvcvbrationes, accurate in unum uolumen collectae, locisque non paucis ad ueritatem emendatae. Adiectis Q. Asconij Pediani commentarijs, cum correctionibus Pauli Manutij prope innumerabilibus. Rerum ac uerborum in ijsdem lucubrationibus memorabilium plenissimus index. Venetiis, M. D. XLVII [1547] | Biblioteca Județeană „Ioan N. Roman”, Constanța | Cimec    |
|      | Virgilio-Centones Probae Falconiae Hortinae, Laelii Capilupi, Julii et aliorum quorumdam recogn. et purgati Autor: Publius Vergilius Maro, Faltonia Betitia Proba, Lelio Capilupi, autori | Datare: 1601-1603 Școală: Bernard Gualther, editor; Guillelmum Antonium, tipograf Dimensiuni: In 8° (16,5 x 10 cm) Material: Hârtie                                                                                                | Virgilio-Centones Probae Falconiae Hortinae Laelii Iulii Capiluporum et aliorum quorumdam recogniti & purgati. Quibus in gratiam iuventutis praefixa est Epistola Iulii Roscii Hortini, ad Camillum ac Prosperum Capilupos, texen-dorum Centonum praecepta com-plectens. Additus insuper praecipuorum locorum utilissimus Index. Coloniae Agrippinae, Sumptibus Bernardi Gualtheri, M. DCI [1601]. Probae Falconiae Hortinae Feminae clarissimae Virgilio-Centones. Ab Aldo Manutio olim editi, nunc recogniti. Coloniae Agrippinae, Apud Bernardum Gualtherium, Anno M.DCI [1601] Laelii Capilupi Mantuani Virgilio-Centones Ante annos aliquot editi, a Iulio Capilupo eius Nepote, nunc recogniti & purgati. Coloniae Agrippinae, Apud Bernardum Gualtherium, Anno M.DCI. [1601] Alberici Gentilis I. C. Professoris regii Lectionis Virgilianae Variae Liber. Ad Robertum Filium. Nunc primum in lucem editus. Hanoviae, Apud Guilielmum Antonium, MDCIII [1603] | Biblioteca Județeană „Ioan N. Roman”, Constanța | Cimec    |
|      | L. Annaei Senecae philosophi flores, sive sententiae insigniores Autor: Lucius Annaeus Seneca, autor; Erasmus din Rotterdam, prefațator | Datare: 1642 Școală: Ludovic Elzevir, tipograf; Cornelis Claezoon Duysend, gravor Dimensiuni: In 12° (13 x 7,5 cm) Material: Hârtie                                                                                                | L. Annaei Senecae philosophi flores, sive sententiae insigniores excerptae per D. Erasmum Roterod. item L. Annaei Senecae Tragici sententiae. Amsterodami, Apud Lodovicum Elzevirium A[nn]o 1642. | Biblioteca Județeană „Ioan N. Roman”, Constanța | Cimec    |

## Fond
| Foto | Informații generale | Detalii tehnice | Descriere | Deținător                                       | Legături |
| ---- | --- | --- | --- | ----------------------------------------------- | -------- |
|      | Obiceiurile israiltenilor și ale creșcinilor Autor: Scriere culeasă din Biblie și din Istoria Bisericească a părintelui Flori, tălmăcită din greceșce cu Blagoslovenia Prea Sfințitului Arhiepiscop și Mitropolit al Ungrovlahiei... Neofit al 2-lea, de Arhimand. Motreanul Efrosin Poteca                                                                            | Datare: 1845 Școală: Tipărită în Tipografia lui Fr. Valbaum Dimensiuni: (21,5 x 14 cm) Material: Hârtie specifică cu filigran cu litere latine CONSTAD și HERMANSTAD. A fost folosită hârtie din două surse diferite: Brașov și Sibiu.                                           | | Biblioteca Județeană „Ioan N. Roman”, Constanța | Cimec    |
|      | Sfătuire foarte frumoasă și pe scurt cătră cel ce să pocăiașce, cum să cuvine să se mărturisească, dela mulți dascăli adunată spre folosul de obșce a celor ce vor ceti Autor: Și tipărită cu blagoslovinia Preasfințitului Mitropolit a toată Ungrovlahia kiriu kir Grigorie. Și cu toată cheltuiala iubitorului de Dumnezeu Episcop al Buzăului kir Chesarie         | Datare: La anul dela XS [1834] aprilie 15 Școală: În Sfânta Episcopie Dimensiuni: 21 x 17 cm Material: Hârtie specifică cu filigran cu litere latine Cronstad | | Biblioteca Județeană „Ioan N. Roman”, Constanța | Cimec    |
|      | Scrierile lui Ioan Creangă. Vol. 1. Povești. Autor: Ion Creangă - autor. Prefață semnată de A. D. Xenopol. Biografie scrisă de Grig. I. Alexandrescu. | Datare: MDCCCXC (1890) Școală: Tipo-litografia H. Goldner Dimensiuni: 18,5 x 12,5 cm Material: Hârtie simplă fără filigran | | Biblioteca Județeană „Ioan N. Roman”, Constanța | Cimec    |
|      | Scrierile lui Ioan Creangă. Vol. II. Diverse. Autor: Ion Creangă - autor | Datare: MDCCCXCII (1892) Școală: Tipo-litografia H. Goldner Dimensiuni: 18,5 x 12,5 cm Material: Hârtie simplă fără filigran | | Biblioteca Județeană „Ioan N. Roman”, Constanța | Cimec    |
|      | Cântare de laudă Sinonicească Autor: În zilele... Domn. nostru CAROL I-iu, cu binecuvântarea... Arh. și Mitrop. al Moldaviei și Sucevii Kiriu Kyr Calinic Miclescu, prin zelul Kyr Timoteiu Arhim. și Stareț. Mn. Neamț și Secul, cu toată osârdia și cheltuiala sfinț. Euprazia Vărnav Liteanu...                                                                     | Datare: Anul 1871 Școală: În Tipogr Sfintei MO Neamțul. De ieromonah Cleopa tipograful. Dimensiuni: 19 x 12,5 cm Material: Hârtie simplă fără filigran | | Biblioteca Județeană „Ioan N. Roman”, Constanța | Cimec    |
|      | Învățăturile bunului și credinciosului Domn al Țării Româneșci Neagoe Basarab către fiul său Teodosie Autor: Neagoe Basarab - autor | Datare: 1843 Școală: În Tipografia Colegiului Sf. Sava Dimensiuni: 19,5 x 13 cm Material: Hârtie simplă fără filigran | | Biblioteca Județeană „Ioan N. Roman”, Constanța | Cimec    |
|      | Grammatică practică romano-franțozască Autor: Compusă dupre autorii clasici cei mai noi și cu esemple avute, și lesne de înțeles, luminată spre folosul Tinerimei Romaneșci de Gheorghie Vida român nobil din Marmația | Datare: 1833 Școală: Cu tipariul Crăeșcii Universități Dimensiuni: 20 x 13 cm Material: Hârtie vărgată cu filigran; pagina de titlu are ca filigran cifra 5 iar foi din text au ca filigran litera F                                                                             | | Biblioteca Județeană „Ioan N. Roman”, Constanța | Cimec    |
|      | Magazinu Istoricu pentru Dacia. Tomu I. Autor: Sub redacția lui A. Treb. Laurian, profesor de filozofie în Colegiul Național și Nicol. Bălcescu | Datare: 1845 Școală: Cu tiparul Colegiului Național Dimensiuni: 20,5 x 13 cm Material: Hârtie simplă fără filigran | | Biblioteca Județeană „Ioan N. Roman”, Constanța | Cimec    |
|      | Magazinu Istoricu pentru Dacia. Tomu III. Autor: Sub redacția lui A. Treb. Laurian, professor de filozofie în Collegiul Național, și Nicol. Bălcescu | Datare: 1846 Școală: Cu tipariul Collegiului Național Dimensiuni: 20,5 x 13 cm Material: Hârtie simplă fără filigran | | Biblioteca Județeană „Ioan N. Roman”, Constanța | Cimec    |
|      | Magazinu Istoricu pentru Dacia. Tomul IV. Autor: Sub redacția lui A. Treb. Laurianu, professor de filozofie în Collegiul Național, și Nicol. Bălcescu | Datare: 1847 Școală: Cu tipariul Collegiului Național. Dimensiuni: 20,5 x 13 cm Material: Hârtie simplă fără filigran | | Biblioteca Județeană „Ioan N. Roman”, Constanța | Cimec    |
|      | Patru moraliceșci cuvinte Autor: Tălmăcite depe franțozie pe limba elinească cea semplăși obicinuită de răpăsatul Dvornic Romanit. Cercetate însă și îndreptate de D. Paharnicu. Ianake Papazoglu… | Datare: 1840 Școală: În Tipografia D. Fr. Valbaum. Dimensiuni: 21 x 13 cm Material: Hârtie simplă fără filigran | | Biblioteca Județeană „Ioan N. Roman”, Constanța | Cimec    |
|      | Poezii Autor: A lui Gr. Alexandrescu | Datare: 1842 Școală: La Cantora Foaiei Săteșci Dimensiuni: 10,5 x 8,5 cm Material: Hârtie simplă fără filigran | | Biblioteca Județeană „Ioan N. Roman”, Constanța | Cimec    |
|      | Sfintele și Dumnezeeșcile Liturghii acelor întru Sfinții Părinților noștri, a lui Vasilie cel Mare, a lui Ioan Zlatoust și a Prejdeoșcenii Autor: Tipărită într acest chip cu Blagoslovenia și osârdia Pre Sfinției sale Părintelui Episcop al Buzăului Kyr Kesarie | Datare: 1833 Școală: În Tipografia lui Eliad Dimensiuni: 23,5 x 18 cm Material: Hârtie simplă fără filigran | | Biblioteca Județeană „Ioan N. Roman”, Constanța | Cimec    |
|      | Noul Docsastar Autor: Prefăcut în româneșce după metodul vechiu al Serd Dionisie Fotino, și dat la lumină pe acest metod nou în zilele …prinț Alecsandru Ghica, cu ajutorul...Mitropolit al Ungrovlahiei Domnul D. Neofit întru întâiul an al arhiepăstoriei … de Anton Pann                                                                                           | Datare: 1841 Școală: În Tipografia Pitarului Const. Pencovici, supt direcția lui Iosif Copainig care a lucrat și notele de cântare. Dimensiuni: 23 x 17 cm Material: Hârtie specifică fără filigran                                                                              | | Biblioteca Județeană „Ioan N. Roman”, Constanța | Cimec    |
|      | Letopisețele Țării Moldovii (Tomul II) Autor: De Mihail Kogălniceanu | Datare: 1845 Școală: La Cantora Foaiei Săteșci Dimensiuni: 26 x 20,5 cm. Material: Hârtie specifică fără filigran | | Biblioteca Județeană „Ioan N. Roman”, Constanța | Cimec    |
|      | Letopisețele Țării Moldovii (Tomul I) Autor: De Mihail Kogălniceanu | Datare: 1852 Școală: La toate librăriile Dimensiuni: 27 x 21,5 cm Material: Hârtie specifică cu filigran cu inițiale RADĂUTZ. La apendice s-a folosit alt gen de hârtie, mai dură, cu tentă gri-albăstruie care are alt fel de filigran, diverse inițiale.                       | | Biblioteca Județeană „Ioan N. Roman”, Constanța | Cimec    |
|      | Regulamentul organic | Datare: 1832 Dimensiuni: 26,5 x 19 cm Material: Hârtie cu filigran Hermanstat | | Biblioteca Județeană „Ioan N. Roman”, Constanța | Cimec    |
|      | Molitvenic bogat întru slava lui Dumnezeu celui Întreime slăvit Autor: Acum s-a tipărit întru acest chip în zilele pre Înălțatului nostru Domn Mihail Grigorie Strurza Voievod, cu blagoslovenia Arhiepiscop și Mitropolit al Moldoviei Kiryu kyr Meletie, de pre originalul cel tipărit de Episcopul Buzăului, kyr Chesarie                                           | Datare: În anul de la Hristos 1848 Școală: În Tipografia Sfintei Monastiri Neamțul Dimensiuni: 23,5 x 18,5 cm Material: Hârtie fără filigran | | Biblioteca Județeană „Ioan N. Roman”, Constanța | Cimec    |
|      | Biblia adică Dumnezeiasca Scriptură leții cei vechi și a cei noauă după originalul celor Șeptezeci și doi de Tâlcuitori din Alecsandria. Autor: Tipărită în zilele pre Înălțatului nostru Împărat al Austrii Franțisc Iosif I, supt privigherea și cu binecuvântarea Prea Sfințitului Andreiu Baron de Șaguna                                                          | Școală: Cu tipariul și cu cheltuiala Tipografiei dela Episcopia Dreptcredincioasă Răsăriteană din Ardeal Dimensiuni: 34,5 x 24,5 cm Material: Hârtie simplă fără filigran | | Biblioteca Județeană „Ioan N. Roman”, Constanța | Cimec    |
|      | Poezii Autor: De Mihai Eminescu; cu o prefață de Titu Maiorescu | Datare: 1884 Școală: Editura Librăriei SOCECU & Comp. Dimensiuni: 18 x 12 cm Material: Hârtie simplă fără filigran | | Biblioteca Județeană „Ioan N. Roman”, Constanța | Cimec    |
|      | Rouman Anthology; selections of rouman poetry, ancient and modern, being a collections of the National Balads of Moldavia and Wallachia, and of some of the works of the modern poets, in their original language; with an eppendix … Autor: The hon Henry Stanley | Datare: MDCCCLVI (1856) Școală: Printed and published by Stephen Austin Dimensiuni: 20 x 15 cm Material: Hârtie simplă fără filigran | | Biblioteca Județeană „Ioan N. Roman”, Constanța | Cimec    |
|      | Albumul Armatei Române Autor: Fotografii realizate de: Al. Antoniu & Lt. Eliad și J.V. | Datare: 10 maiu 1902 Școală: Editura Librăriei Socecu & Co. Dimensiuni: 40,5 x 30 cm Material: Hârtie simplă fără filigran | | Biblioteca Județeană „Ioan N. Roman”, Constanța | Cimec    |
|      | Sfânta și Dumnezeiasca a lui Iisus Hristos Evanghelie Autor: Sup stăpănirea Împărătesei românilor Prințesei Ardealuilui, Maria Tereza…tipăritu-s-au de noi cei mai josu numiți tipografi:Sandulu tipografulu de la Iași, sinu Ieremiia tipografu i Petru Rîmniceanulu Papa Vici cu Ioannu Rîmniceanulu                                                                 | Datare: 1765 Școală: În Sfânta Mitropolie a Blajului Dimensiuni: 34 x 21 cm Material: Hârtie simplă fără filigran | | Biblioteca Județeană „Ioan N. Roman”, Constanța | Cimec    |
|      | Apostol cu mila lui Dumnezeu Autor: În zilele pre luminatului și pre Înălțatului Domnului nostru Io Mihaiu Racoviță Voievod întru a doua domnie a măriei sale în Țara Rumânească și cu toată cheltuiala …Mitropolit … Neofit de la Crita… de Dimitrie Pandevici Tipograful                                                                                             | Datare: 1743 Școală: Tipografia Sfintei Mitropolii Dimensiuni: 28 x 20 cm Material: Hârtie cu filigran ce reprezintă diverse inițiale | | Biblioteca Județeană „Ioan N. Roman”, Constanța | Cimec    |
|      | Biblia adică Dumnezeiasca Scriptură a leții vechi și aceiu noauă toate care sua tălmăcit de pre limba elinească pre înțelesul limbei Rumâneșci Autor: Rumâneșce supt stăpânirea Pre înălțatului Împărat a Românilor Franțisc al doilea, Craiul … al Ardealului, cu blagoslovenia … Ioan Bob vlădicul Făgărașului                                                       | Datare: 1795 Școală: La Mitropolia Blajului Dimensiuni: 38,5 x 25 cm Material: Hârtie fără filigran | | Biblioteca Județeană „Ioan N. Roman”, Constanța | Cimec    |
|      | Oglinda sănătății și a frumuseții omenești: mijloace și leacuri de ocrotirea și de îndreptarea stricăciunilor Autor: Alcătuiă și întocmită spre folosul neamului rumânesc de Ștefan Vasilie Piscupescu Dohtorul Poliției Bucureșcilor...Și pusă în tipar cu cheltuiala Dumnealui Vasilie Manole Epistatul Tipografiei, la care să și află spre vânzare                 | Datare: 1829 Școală: În Tipografia dela Cișmea Dimensiuni: 18,5 X 11 cm Material: Hârtie vărgată cu filigran | | Biblioteca Județeană „Ioan N. Roman”, Constanța | Cimec    |
|      | Filosofia cuvântului și a năravurilor adică Logica și fizica elementare, cărura să pune înainte istoria filosoficească Autor: Heineccius – autor; scrise întâiu latineșce de lăudatul Profesor Îo. Gottlieb Linikie... apoi traduse în limba elinească de Dumnealui Marele Ban Grigorie Brâncoveanul, iar acum în limba rumânească de Eufrosin Dimitrie Poteca, Ierom. | Școală: În Crăiasca Tipografie a Universitatei Ungariei. Imprimatur Ioannes Theodorovits m.p. G.n. u. R. Parochus Pestiensis ad Assumptam, Assessor Consistorialis, et Librorum Valachicorum Reg. Int. Censor. Dimensiuni: 21,5 x 13,5 cm Material: Hârtie simplă, fără filigran | | Biblioteca Județeană „Ioan N. Roman”, Constanța | Cimec    |
|      | De obșce gheografie pe limba molodovenească Autor: Claude Buffier, Francisc Schmideg - autori; scoasă depe Gheografie lui Bufier...în zilele pre Luminatului și pre Înălțatului Domnului nostru Alexandru Ioan Calimah Vodă… | Datare: Leat 1795, avgust 22 Școală: Tipografia Sfintei Mitropolii din Iași, ierodiacon Gherasim - tipograf și de Pavel Petrov - tipograf Dimensiuni: 20,5 x 16 cm Material: Hârtie simplă, fără filigran                                                                        | | Biblioteca Județeană „Ioan N. Roman”, Constanța | Cimec    |
|      | Istoria pentru începutul românilor în Dachia Autor: Întocmită de Petru Maior de Dicio-Sânmartin, Protopop și la Înălțatul Crăiescul Consilium Locumtenențiale al Oungariei | Datare: 1812 Școală: În Crăiasca Tipografie a Ouniversității Oungureșci din Peșcea Dimensiuni: 21 x 17 cm Material: Hârtie fără filigran | | Biblioteca Județeană „Ioan N. Roman”, Constanța | Cimec    |
|      | Versuri musicești: ce să cântă la Nașterea Mântuitorului nostru IS HS, și în alte Sărbători ale Anului Autor: Compuse de Anton Pan… Profesorul de Musică al Școlii Naționale din Bucureșci | Datare: 1830 Școală: Tipărite în Privileghiata Tipografie Dimensiuni: 18 x 11 cm Material: Hârtia prezintă pe unele pagini următorul filigran: "Georgescu" | | Biblioteca Județeană „Ioan N. Roman”, Constanța | Cimec    |
|      | Pravoslavnica Mărturisire a Săborniceșii și apostoliceșcii Bisericii a răsăritului Autor: Den porunca prea Luminatului și prea înălțatului, Domnului nostru IOAN CONSTANTIN Nicolae Voievod. Cu blagoslovenia Prea sfințitului mitropolit al Ouggrovlahiei, kyr Neofit                                                                                                 | Datare: În anul dela zidirea Lumii 1745 Școală: Tipăritusau în tipografia Domnească. De cucernicul între preoți popa Stoica Iacovici tipograful Dimensiuni: 19 x 15 cm Material: Hârtie vărgată ce prezintă pe unele pagini un filigran sub forma a trei inițiale (GPA)          | | Biblioteca Județeană „Ioan N. Roman”, Constanța | Cimec    |
|      | Ceaslov care cuprinde în sine toată slujba de zi și de noapte după rânduiala Sfintei Biserici Autor: Acum, într-acestași chip tipărită, întru întîia domnie a…domnului nostru… a toată Țara Românească Alexandru Scarlat Ghica Voievod, cu blagoslovenia și toată cheltuiala… Mitropolit al Ungrovlahiei kyr Grigorie                                                  | Datare: 1767 Școală: În Tipografia Sfintei Mitropolii, de ierodiacon Stoicovici Tip. Dimensiuni: 20 x 14,5 cm Material: Hârtie | | Biblioteca Județeană „Ioan N. Roman”, Constanța | Cimec    |
|      | Pilde filosofeșci Autor: În zilele pre luminatului Domn Io Nicolae Constantin Caragea Voievod, cu cheltuiala Iubitorului de Dumnezeu Kyriu Kyr Filaret Episcop Râm. | Datare: 1783 Școală: În Sfânta Episcopie. S-au tipărit de Popa Constantin, Mihai Popovici Tip. Râmniceanul Dimensiuni: 15 x 10 cm Material: Hârtie vărgată fără filigran | | Biblioteca Județeană „Ioan N. Roman”, Constanța | Cimec    |
|      | Mai nainte gătire spre cunoștința lui Dumnezeu Autor: Darvar Dimitrie - autor; tălmăcită din limba grecească de smeritul întru ieromonahi Eufrosin Dimitrie Poteca… cu cheltuiala Înaltei Școale Domneșci pentru întâia învățătură a pruncilor din Prințipatul Țărei Rumaneșci                                                                                         | Datare: 1818 Școală: În Crăiasca Tipografie a Ouniversitatei Oungariei Dimensiuni: 18,5 x 12 cm Material: Hârtie vărgată, fără filigran | | Biblioteca Județeană „Ioan N. Roman”, Constanța | Cimec    |
|      | Sfânta Evanghelie Autor: Tipărită acum întracest format cu cheltuiala din Casa Școalelor, spre întrebuințare la învățătura tinerimei în școalele Naționale. În zilele Înălțatului Domn a toată țara Rumânească Alexandru Dimitrie Ghica, cu blagoslovenia… Ep. Buzăului Kyriu Chesarie                                                                                 | Datare: 1834, august 25 Școală: În Sfânta Episcopie. Întrânsa acum din nou făcuă tipografie Dimensiuni: 20,5 x 15 cm Material: Hârtie vărgată, cu filigran ce reprezintă două ciuperci și unele pagini au filigran sub forma N.R.                                                | | Biblioteca Județeană „Ioan N. Roman”, Constanța | Cimec    |
|      | Antropologhia sau Scurtă cunoștință despre om și despre însușirile sale Autor: Întocmită și întru acest rând adusă de Pavel Vasici-Unguriean al Mediținei Sluzitoriu | Datare: 1830 Școală: La Crăiasca Tipografia a Universitatei Ungureșci Dimensiuni: 19,5 x 12,5 cm Material: Hârtie vărgată fără filigran | | Biblioteca Județeană „Ioan N. Roman”, Constanța | Cimec    |
|      | Moartea lui Abel Autor: Gessner, Salomon - autor; tălmăcită din limba franțuzească în cea rumânească de marele postelnic Alexandru Beldiman | Datare: 1818 Școală: În Crăiasca Tipografie a Universității Ungurești Dimensiuni: 19 X 12,5 cm Material: Hârtie vărgată, fără filigran | | Biblioteca Județeană „Ioan N. Roman”, Constanța | Cimec    |
|      | Elementa linguae daco-romanae sive valahicae Autor: Redacta per Georgium Sincay; Șincai, Gheorghe - autor | Datare: 1805 Școală: Typis Regiae Universitatis Pestane Dimensiuni: 18,5 x 12 cm Material: Hârtie vărgată fără filigran. Are un ornament tipografic floral la pagina de titlu și un frontispiciu floral la pagina 9.                                                             | | Biblioteca Județeană „Ioan N. Roman”, Constanța | Cimec    |
|      | Calendariu așezat pe șapte planete în care se cuprind 140 de ani începânduse de la 1816 și până la 1956 arătând timpurile anului, cum și în fieșce care zi, ce vreme va fi | Datare: 1823, ianuarie 1 Școală: Tipografia Politicească Dimensiuni: 18 x 17 cm Material: Hârtie vărgată fără filigran | | Biblioteca Județeană „Ioan N. Roman”, Constanța | Cimec    |
|      | Doao cuvinte ale Sfântului Cassian Râmleanul pline de tot felul de folos Duhovnicesc Autor: În zilele prea înălțatului și prea luminatului nostru Domn Grigorie Dimitrie Ghica VVD: cu blagoslovenia și cheltuiala Preasfințitului Mitropolit a toată Ungrovlahia Kyriu Kyriu Grigorie; Casian Romanul - autor                                                         | Datare: La leat: 1825 Școală: În Tipografia Sfintei Mitropolii. De Ieromonahul STRATONIC tipograf. Dimensiuni: 21,5 x 17 cm Material: Hârtie vărgată fără filigran | | Biblioteca Județeană „Ioan N. Roman”, Constanța | Cimec    |
|      | Risipirea cea de pe urmă a Ierusalimului Autor: Alcătuită de Ioann Barac, Maghistratul Translator al Brașovului | Datare: 1821 Dimensiuni: 17,5 x 12 cm Material: Hârtie vărgată cu filigran, sub forma unui cerc, în care este încadrată coroană regală și două frunze, mai jos. Unele pagini prezintă filigran sub forma unei cruci.                                                             | | Biblioteca Județeană „Ioan N. Roman”, Constanța | Cimec    |
|      | Dovedire împotriva eresului armenilor Autor: Acum tipărită în zilele Preaînălțatului și Prealuminatului nostru Domn Grigorie Dimitriu Ghica VV. Cu blagoslovenia Preasfințitului Mitropolit a toată Oungrovlahia Chiriu Chiriu Grigorie, de carele și sau adunat și sau tălmăcit spre folosul neamului…                                                                | Datare: 1824 Dimensiuni: 18 x 17,5 cm Material: Hârtie vărgată cu filigran ce reprezintă cifra 8 și un filigran ilizibil | | Biblioteca Județeană „Ioan N. Roman”, Constanța | Cimec    |
|      | Prediche sau Învățături la toate duminecile și sărbătorile anului. Partea I-a. Autor: Culese de Petru Maior … | Datare: 1810 Școală: În Crăiasca Tipografie a Universității din Pesta Dimensiuni: 23 x 19 cm Material: Hârtie vărgată cu filigran sub forma inițialelor I C la unele foi | | Biblioteca Județeană „Ioan N. Roman”, Constanța | Cimec    |
|      | Observații sau băgari de seamă, asupra regulelor Gramaticii rumâneșci Autor: Adunate și alcătuite de dumnealui Ianake Văcărescul cel de acum …a Bisericii cei mari a răsăritului și mare Vistieru a Prințipatului Valahiei | Datare: 1787 Dimensiuni: 20 x 12,5 cm Material: Hârtie vărgată | | Biblioteca Județeană „Ioan N. Roman”, Constanța | Cimec    |
|      | Dumnezeeșcile Liturghii acelor dintru sfinții Părinților noștri, Ioan Zlatoust, Vasile cel Mare și a Preșde Oșcenii Autor: Supt stăpânirea Prea Înălțatului Împărat Francisc al doilea Craiul … Mare Prinț al Ardealului…cu blagoslovenia…Ioan Bobb Vlădicul Făgărașului                                                                                               | Datare: Anul de la Nașcerea lui IH 1807 Școală: La Mitropolie. Cu Tipariul Seminariului. Dimensiuni: 20 x 12,5 cm Material: Hârtie vărgată ce prezintă filigran sub forma unor inițiale                                                                                          | | Biblioteca Județeană „Ioan N. Roman”, Constanța | Cimec    |
|      | Învățătură pentru nunți Autor: Acum tălmăcită și întru acest chip așezată de Presfințiasa Părintele Mitropolitul Ungrovlahiei Kyr Grigorie, și cu a Presfințieisale Blagoslovenie Tipărită în zilele Prealuminatului și …Domn Grigorie Dumitriu Ghica Voievod | Datare: În anul 1827 Școală: În Tipografia Sfintei Mitropolii. Dimensiuni: 23,5 x 18,5 cm Material: Hârtie vărgată cu filigran, "anul 1824" | | Biblioteca Județeană „Ioan N. Roman”, Constanța | Cimec    |
|      | Adunare cuprinzătoare în scurt din cărțile împărăteșcilor. Pravile… Autor: Cu pozvolenia (aprobarea) Prea Înălțatului Domn și Stăpânătoriu Moldaviei Scarlat Alexandru Calimax Voievod. Și cu blagoslovenia …Mitropolit al Moldaviei Kyrio Veniamin, alcătuită…de boierul Moldaviei Andronachi Donici                                                                  | Datare: 1814 Școală: În Tipografia Sfintei Mitropolii. Dimensiuni: 23,5 x 18,5 cm Material: Hârtie vărgată cu un filigran sub formă de coroană regală | | Biblioteca Județeană „Ioan N. Roman”, Constanța | Cimec    |
|      | Catavasiariu Autor: Cu blagoslovenia… Prea Luminatului și… Mitropolit G. Grigorie Maior, Vlădica Făgărașului și a toată Țara Ardealului | Datare: Anul de la mântuirea lumii 1777 Școală: În Sfânta Mitropolie. De Petru PopoVici Râm. Tipograful. Dimensiuni: 17,5 x 9,5 cm Material: Hârtie vărgată fără filigran. Conține signatură.                                                                                    | | Biblioteca Județeană „Ioan N. Roman”, Constanța | Cimec    |
|      | Partea întâiu și a doua a condicii criminalicești ce s-au alcătuit în scurt pentru multa felurime a făpturilor criminaliceșci Autor: Dată în tipariu în zilele prea luminatului Domn Ioann Sandul Sturza Voievod. Și… Sfințitului Arhiepiscop și Mitropolit al Moldaviei, Kyriu Chir Veniamin                                                                          | Datare: 1826 Școală: În Tipografia Sfintei Mânăstiri Dimensiuni: 21 x 15,5 cm Material: Hârtie vărgată, fără filigran | | Biblioteca Județeană „Ioan N. Roman”, Constanța | Cimec    |
|      | Sfintele Și Dumnezeeșcile Liturchii acelor dintru sfinții părinților noștri a lui Ioan Zlatoust, a lui Vasilie cel Mare, a prejdeosceni Autor: În zilele preaînălțatului Inpărat al Austriei Franțisc Întâiul, cu slobozenia Înălțatului Crăiescului Gubernium a tot Ardealului                                                                                        | Datare: 1809 Școală: În Tipografia lui Ioan Bart Dimensiuni: 27,5 x 17,5 cm Material: Hârtie vărgată cu filigran | | Biblioteca Județeană „Ioan N. Roman”, Constanța | Cimec    |
|      | Penticostarion ce are într-u sine Slujba ce iaste cu bine. Care acum întâi sau tălmăcit pe limba rumânească, și s-au tipărit. Autor: În ziele prea Înălțatului Domn Io. Mihai Racoviță Voievod, cu blagoslovenia și cu cheltuiala Prea Sfințitului Mitropolit a toată Ouggrovlahia, Chir. Neofit dela Crit. De cucernicul între Preoți, Popa, Stoica, Iacovici, Tip.   | Datare: 1743 Dimensiuni: 33 x 22 cm Material: Hârtie vărgată cu filigran | | Biblioteca Județeană „Ioan N. Roman”, Constanța | Cimec    |
|      | Tragodia lui Orest Autor: De prea Înălțatul și cu dreaptă dragoste spre procopsirea neamului românesc marele postavnic Alexandru Beldiman. Acum întâiu tălmăcită din limba franțozească în cea românească. | Datare: 1820 Școală: În Crăiasca Tipografie a Ouniversitatei Oungariei Dimensiuni: 21,5 x 17 cm Material: Hârtie vărgată cu filigran | | Biblioteca Județeană „Ioan N. Roman”, Constanța | Cimec    |
|      | Penticostarion ce are într-u sine Slujba ce iaste cu bine. Care acum întâi sau tălmăcit pe limba rumânească, și s-au tipărit. Autor: În zilele prea Înălțatului Domn Io. Mihai Racoviță Voievod, cu blagoslovenia și cu cheltuiala Prea Sfințitului Mitropolit a toată Ouggrovlahia, Chir. Neofit dela Crit. De cucernicul între Preoți, Popa, Stoica, Iacovici, Tip.  | Datare: 1743 Dimensiuni: 33 x 22 cm Material: Hârtie vărgată cu filigran | | Biblioteca Județeană „Ioan N. Roman”, Constanța | Cimec    |
|      | Statuta jurium municipalium saxonum in Transylvania Autor: Opera, Matthiae Fronii, revifa, locupletata & edita | Datare: 1815 Școală: Typis Lycei Regii Dimensiuni: 22 x 19 cm Material: Hârtie vărgată cu filigran | | Biblioteca Județeană „Ioan N. Roman”, Constanța | Cimec    |
|      | Însemnare a călătoriei mele… făcută în anul 1824, 1825, 1826 Autor: De Constantin Radovici din Goleșci (Dinicu Golescu) | Datare: 1826 Școală: În Crăiasca Tipografie a Ouniversitatei Oungariei. Dimensiuni: 20 x 13 cm Material: Hârtie vărgată cu filigran | | Biblioteca Județeană „Ioan N. Roman”, Constanța | Cimec    |
|      | Ceaslov Mare | Datare: 1830 Dimensiuni: 23 x 17,5 cm Material: Hârtie cu filigran | | Biblioteca Județeană „Ioan N. Roman”, Constanța | Cimec    |
|      | Evhologhion adică Molitvenic Autor: Cu blagoslovenia Preasfințitului… Petru Pavel Lapon de la Bistra Vlădichii Făgărașului | Datare: 1757 Școală: Mănăstirea Sfintei Troițe Dimensiuni: 20 x 10 cm Material: Hârtie vărgată | | Biblioteca Județeană „Ioan N. Roman”, Constanța | Cimec    |
|      | Acatistier care cuprinde Acatistul adică lauda cea neșezută către preasfânta Născătoare de Dumnezeu și Paraclisul, Rugăciunile Preceșcaniei, și Canonul către Domnul IS HS Autor: În zilele Preasfințitului și Prealuminatului nostru Domn. Io Grigorie Dimitriu Ghica Bb. Cu blagoslovenia Prea…Mitropolit a toată Oungrovlahia Kyriu Grigorie                        | Datare: 1823 Dimensiuni: 21,5 x 16,5 cm Material: Hârtie simplă | | Biblioteca Județeană „Ioan N. Roman”, Constanța | Cimec    |
|      | Prescurtarea istoriei universale. Tomul 1 Autor: Tălmăcită după cea elinească în limba noastră rumânească și închoinată de… domnul Valahiei Miahail Dimitrie Ghica, cu care osârdie și cheltuială sau tipărit spre trebuință școalelor noastre... De kyr Grigorie… | Datare: 1826 Școală: Și dată în tipar la Privilegiata Tipografie. Dimensiuni: 21,5 x 16 cm Material: Hârtie vărgată fără filigran | | Biblioteca Județeană „Ioan N. Roman”, Constanța | Cimec    |
|      | Prescurtarea istoriei universale. Tomul 2 Autor: Tălmăcită după cea elinească în limba noastră rumânească și închoinată de… domnul Valahiei Miahail Dimitrie Ghica, cu care osârdie și cheltuială sau tipărit spre trebuință școalelor noastre... De kyr Grigorie… | Datare: 1826 Școală: Și dată în tipar la Privilegiata Tipografie. Dimensiuni: 21,5 x 16 cm Material: Hârtie vărgată fără filigran | | Biblioteca Județeană „Ioan N. Roman”, Constanța | Cimec    |
|      | Prescurtarea istoriei universale. Tomul 3 Autor: Tălmăcită după cea elinească în limba noastră rumânească și închoinată de… domnul Valahiei Miahail Dimitrie Ghica, cu care osârdie și cheltuială sau tipărit spre trebuință școalelor noastre... De kyr Grigorie… | Datare: 1827 Școală: Și dată în tipar la Privilegiata Tipografie. Dimensiuni: 21,5 x 16 cm Material: Hârtie vărgată fără filigran | | Biblioteca Județeană „Ioan N. Roman”, Constanța | Cimec    |
|      | Prescurtarea istoriei universale. Tomul 4 Autor: Tălmăcită după cea elinească în limba noastră rumânească și închoinată de … domnul Valahiei Miahail Dimitrie Ghica, cu care osârdie și cheltuială sau tipărit spre trebuință școalelor noastre.. De kyr Grigorie… | Datare: 1827 Școală: Și dată în tipar la Privilegiata Tipografie. Dimensiuni: 21,5 x 16 cm Material: Hârtie vărgată fără filigran | | Biblioteca Județeană „Ioan N. Roman”, Constanța | Cimec    |
|      | Scriptores rerum Transsilvanarum, cura et opera Societatis Philohistorum Transsilv. editi et illustrati. Complexum Ambrosii Simigiani Historiam rerum Ungaricar Et Transsilvanic Autor: Adcurante Josepho Carolo Eder | Datare: M.DCCC. (1800) Școală: Typis sumtibusque Martini Hochmeister. Dimensiuni: 23 x 18,5 cm Material: Hârtie vărgată fără filigran | | Biblioteca Județeană „Ioan N. Roman”, Constanța | Cimec    |
|      | Biblia adică Dumnezeiasca Scriptură a leției vechi și aceii noao Autor: Cu cheltuiala Russieneșcii Soțietăți a Bibliei | Datare: În anul 1819 avgust 15 zile Școală: În Tipografia lui Nic. Grecia. Dimensiuni: 23 x 14,5 cm Material: Hârtie vărgată cu filigran, inițialele N.Z. | | Biblioteca Județeană „Ioan N. Roman”, Constanța | Cimec    |
|      | Ceaslov... Autor: În zilele luminatului și prea Înălțatului Domnului nostru Alezandru Ioann Calimah VVD. Într-u întaia domnie a măriei sale, cu blagoslovenia și cu toată cheltuiala, al prea sfințitului Mitropolit al Moldaviei Kyrio Chir Iacov… | Datare: 1797 Școală: În Sfânta Mitropolie. Sau tipărit de Gherasim Ierodiacon tipograf. Și de Pavel Clopotariu - tipograf Dimensiuni: 25 x 17 cm Material: Hârtie vărgată | | Biblioteca Județeană „Ioan N. Roman”, Constanța | Cimec    |
|      | Scrisoarea Moldovei Autor: De Dimitrie Cantemir, Domnul Țării… în zilele domnului nostru Ioann Sandul Sturza Voievod, cu blagoslovenia… Arhiepiscop și Mitropom Kirio Kirio Veniamin al Moldovei. Pe vremea prea-cuviosului stareț a sfintelor monăstiri nemțului și secului Kyr Domețian                                                                              | Datare: 1825 avgust 19 Școală: În sfânta monastire Nemțu Dimensiuni: 21 x 17 cm Material: Hârtie simplă | | Biblioteca Județeană „Ioan N. Roman”, Constanța | Cimec    |
|      | Scrisoarea Moldovei Autor: De Dimitrie Cantemir, Domnul Țării… în zilele domnului nostru Ioann Sandul Sturza Voievod, cu blagoslovenia… Arhiepiscop și Mitropom Kirio Kirio Veniamin al Moldovei. Pe vremea prea-cuviosului stareț a sfintelor monăstiri nemțului și secului Kyr Domețian                                                                              | Datare: 1825 avgust 19 Școală: În sfânta monastire Nemțu Dimensiuni: 21 x 17 cm Material: Hârtie simplă | | Biblioteca Județeană „Ioan N. Roman”, Constanța | Cimec    |
|      | Dumnezeeșcile Liturghii a celor dintru Sfinți Părinților noștri Ioan Zlatoust, Vasilie cel Mare și a Prejdesfeștenei Autor: Supt stăpânirea Prea Înălțatului Împărătesei Rumânilor, Prințesei Ardealului… Mariei Teresii, cu blagoslovenia celor mai mari | Datare: 1775 Școală: În tipografia Mănăstirii Bunei Vestiri Dimensiuni: 20,5 x 17 cm Material: Hârtie vărgată cu signatură | | Biblioteca Județeană „Ioan N. Roman”, Constanța | Cimec    |
|      | Articuli Diaetales Anni M. DCC. XCI. | Datare: 1793 Școală: Typis Martini Hochmeister, C.R. Dicafterialis Typographi & Bibliopole privilegiati Dimensiuni: 21 x 17 cm Material: Hârtie vărgată cu filigran | | Biblioteca Județeană „Ioan N. Roman”, Constanța | Cimec    |
|      | Articuli Diaetales Anni M. DCC. XCII. | Datare: 1796 Școală: Typis Martini Hochmeister, C.R. Dicafterialis Typographi & Bibliopole privilegiati Dimensiuni: 21 x 17 cm Material: Hârtie vărgată fără filigran | | Biblioteca Județeană „Ioan N. Roman”, Constanța | Cimec    |
|      | Cuvinte puține oarecare din cele multe ale celor întru Sfinții părințior noștri Vasilie cellui Mare, și Grigorie … Autor: Tălmăcite din limba elinească… în zilele prealuminatului… Domn Grigorie Dimitriu Ghica Voievod... de Mateiu Băbeanul Tipograful | Datare: 1826 Școală: În Sfânta Mitropolie Dimensiuni: 32 x 29 cm Material: Hârtie vărgată | | Biblioteca Județeană „Ioan N. Roman”, Constanța | Cimec    |
|      | Legiuire a prea Înălțatului și Prea Pravoslavnicului Domn, și Oblăduitoriu a toată Ungrovlahia Autor: Io Ioan Gheorghie Caragea V(oe)v(od). Cu toată cheltuiala dumnealor Constandin Caracaș, dohtor, și dumnealui Răducanul Clinceanul, Biv Vel Stolnic, și dumnealui Dumitrache Topliceanul, Biv Vel Sluger                                                          | Datare: 1818 Școală: Tipărită în privilegiata Tipografie a dumnealor ot Cișmeaoa răposatului întru fericire Domn Mavrogheni Dimensiuni: 30 x 19 cm Material: Hârtie vărgată | | Biblioteca Județeană „Ioan N. Roman”, Constanța | Cimec    |
|      | Penticostarion… după rînduiala Besericei Răsăritului Autor: Sub stăpânirea Prea Înălțatei Împărătesei Rumânilor Prințesei Ardealului… Mariei Tereseii, cu blagoslovenia celor mai mari | Datare: 1768 Școală: În Tipografia Mănăstirii Bunei Vestiri. De Petru Papavici Tipograful Râmniceanul. Dimensiuni: 35 x 21 cm Material: Hârtie vărgată cu filigran | | Biblioteca Județeană „Ioan N. Roman”, Constanța | Cimec    |
|      | Strastnic…după rânduiala Besearecii Răsăritului… Autor: Supt stăpânirea Prea Înălțatului Împărat al Rumânilor Francisc al doilea… cu blagoslovenia… Prea Sfințitului Ioan Bobb Vlădicul Făgărașului | Datare: 1804 Școală: La Mitropolie, cu Tipariul Seminarului Dimensiuni: 33,5 x 22 cm Material: Hârtie vărgată cu filigran | | Biblioteca Județeană „Ioan N. Roman”, Constanța | Cimec    |
|      | Sfântă și Dumnezeiască Evanghelie Autor: Întru a doua Domnie a Țării Rumânești, a prea Înălțatului Domn Io Grigorie Ghica Voievod. Cu Blagoslovenia și toată cheltuiala a pre Sfințitului Kyr Neofit Criteanul, Mitropolitul a toatei Țării Rumânești, și exarhul plaiurilor                                                                                           | Datare: 1750 Școală: Sfânta Mitropolie. De Barbul și Grigorie Tipografi Dimensiuni: 30,5 x 21 cm Material: Hârtie vărgată cu filigran | | Biblioteca Județeană „Ioan N. Roman”, Constanța | Cimec    |
|      | Sfântă și Dumnezeiască Evanghelie Autor: Întru al Doilea an, din a patra Domnie a Țării Rumânești, a prea Luminatului Domn Io Constantin Nicolae Voievod. Cu Blagoslovenia... Mitropolit al Oungrovlah Kyr Neofit, și cu toată osârdia și cheltuiala Sfinției sale Kyr Climent, Episcopul Râmnicului                                                                   | Datare: 1746 Școală: În Sfânta Episcopie. De cucernicul întru Preoți Popa Mihail Atanasievici Tipograful Râmniceanul Dimensiuni: 30 x 21 cm Material: Hârtie vărgată | | Biblioteca Județeană „Ioan N. Roman”, Constanța | Cimec    |
|      | Gammlung aller vom jabre 1795 bis … jabre 1805… | Datare: [1821] Școală: M.V. Hochmeister Sclen (Theoodor Steinhaussen) Dimensiuni: 22,5 x 19 cm Material: Hârtie cu filigran | | Biblioteca Județeană „Ioan N. Roman”, Constanța | Cimec    |
|      | Sefer tehilim. Liber Psalmorum, Hebraice Cum Versione Latina Santis Pagnini | Datare: 1648 Școală: Moștenitorii lui Ludovic König, editori. Dimensiuni: In 12° (12,5 x 7,5 cm) Material: Hârtie | Sefer tehilim. Liber Psalmorum, Hebraice Cum Versione Latina Santis Pagnini. Basileae, Sumptibus Haeredum Ludovici König, Anno M DC XLIIX [sic!] [1648]. | Biblioteca Județeană „Ioan N. Roman”, Constanța | Cimec    |
|      | Admodum reverendi patris Antonii Vieira e Societate Jesu, Regii in Lusitania Praedicatoris Sermones Selectissimi, Foecunditate Materiarum Autor: Antonius Vieira, autor | Datare: 1707-1708 Școală: Hermann Dehmen, tipograf-editor Dimensiuni: In 4° (20,5 x 18 cm) Material: Hârtie | Admodum reverendi patris Antonii Vieira e Societate Jesu, Regii in Lusitania Praedicatoris. Sermones Selectissimi, Foecunditate Materiarum, Sublimitate, Subtilitate, & acumine Conceptuum admirabiles: Idiomate Lusitanico conscripti, & variis Typis evulgati, Nunc in Cartusia Coloniensi latinitate donati. Cum triplici Indice, Thematum, Locorum Sacrae Scripturae, et rerum memorabilium. Pars prima [-secunda]. Coloniae Agrippinae, Sumptibus Hermanni Demen, M.DCC.VIII. [-M. DCC. VII] [1708, 1707]. Cum Privilegio S. Caesareae Majestatis. | Biblioteca Județeană „Ioan N. Roman”, Constanța | Cimec    |
|      | Histoire philosophique & politique du commerce, de la navigation, et des colonies des anciens dans la Mer-Noire Autor: Vincenzo Antonio Formaleoni, autor; Étienne Félix d' Henin de Cuvillers, traducător | Datare: 1789 Școală: Charles [Carlo] Palese, tipograf; Teodoro Viero, gravor Dimensiuni: In 8° (16 x 11 cm) Material: Hârtie | Histoire philosophique & politique du commerce, de la navigation, et des colonies des anciens dans la Mer-Noire. Avec l'hydrographie du Pont-Euxin, publiée d'après une carte ancienne conservée dans la Bibliothèque de S. Marc. Par Mr. Formaleoni. Traduite de l'Italien par le Chev d'Henin Officier de Dragons, & Chargé des affaires de S. M. T. C. près la République de Venise. Tome II. A Venice, Chez Charles Palese. Avec Approbation, & Privilége. 1789 | Biblioteca Județeană „Ioan N. Roman”, Constanța | Cimec    |
|      | Histoire philosophique & politique du commerce, de la navigation, et des colonies des anciens dans la Mer-Noire Autor: Vincenzo Antonio Formaleoni, autor; Étienne Félix d' Henin de Cuvillers, traducător | Datare: 1789 Școală: Charles [Carlo] Palese, tipograf Dimensiuni: In 8° (16 x 10,5 cm) Material: Hârtie | Histoire philosophique & politique du commerce, de la navigation, et des colonies des anciens dans la Mer-Noire. Avec l'hydrographie du Pont-Euxin, publiée d'après une carte ancienne conservée dans la Bibliothèque de S. Marc. Par Mr. Formaleoni. Traduite de l'Italien par le Chev d'Henin Officier de Dragons, & Chargé des affaires de S. M. T. C. près la République de Venise. Tome I. A Venice, Chez Charles Palese. Avec Approbation, & Privilége. 1789 | Biblioteca Județeană „Ioan N. Roman”, Constanța | Cimec    |
|      | Milkovia, sive antiqui Episcopatus Milkoviensis Autor: Benkő József, autor | Datare: 1781 Școală: Tipografia lui Joseph de Kurzböck. Dimensiuni: In 8° (21 x 13 cm) Material: Hârtie | Milkovia, sive antiqui Episcopatus Milkoviensis. Per terram Transilvanicam, maxima dioeceseos suae parte, olim exporrecti, Explanatio. Quam ex variis Certisque monumentis, ad illustrandas penitus res, Praesertim ecclesiasticas,Transsilvaniae, cuius etiam chorographia hucusque desiderata exhibetur, concinnavit Josephus Benkö, V. D. M. Helveticae Confessionis Ecclesiae Közép-Ajtensis in Transsilvania, et notarius tractus Erdövidékensis Tomus primus. Viennae, Typis Iosephi nobilis de Kurzbök. MDCCLXXXI [1781] | Biblioteca Județeană „Ioan N. Roman”, Constanța | Cimec    |
|      | Milkovia, sive antiqui Episcopatus Milkoviensis Autor: Benkő József, autor | Datare: 1781 Școală: Tipografia lui Joseph de Kurzböck. Dimensiuni: In 8° (21 x 13,5 cm) Material: Hârtie | Milkovia, sive antiqui Episcopatus Milkoviensis explanatio. Quam, una cum Albensis episcopii apud Transilvanos descriptione, atque ita integra etiam magni Principatus Transsilvaniae, Chorographia, concinnavit Josephus Benkö, Pastor Ecclesiae Közép-Ajtensis in Transsilvania. Tomus posterior. Viennae, Typis Iosephi nobilis de Kurzbök. MDCCLXXXI [1781] | Biblioteca Județeană „Ioan N. Roman”, Constanța | Cimec    |
|      | P[ublii] Ovidii Nasonis Operum. Tom. 2 Autor: Publius Ovidius Naso, autor; Nicolaas Heinsius, Borchard Cnipping, editori. | Datare: 1683 Școală: Ex Officina Blaviana; Sumptibus Societatis; Joseph Mulder, gravor Dimensiuni: In 8° (20 x 12,5 cm) Material: Hârtie | Pub[lii] Ovidii Nasonis Operum. Tom. 2. Metamorphoseon Libri XV. Cum notis selectiss. Varior. Studio B. Cnippingii. Amstelodami. Ex Typographia Blaviana. MDCLXXXIII [1683]. Sumptibus Societatis | Biblioteca Județeană „Ioan N. Roman”, Constanța | Cimec    |
|      | Publii Ovidii Nasonis Metamorphoseon libri XV Autor: Publious Ovidius Naso, autor; Joseph de Jouvancy, îngrijitor de ediție. | Datare: 1756 Școală: Tipografia Academiei iezuite Dimensiuni: In 8° (18 x 11 cm) Material: Hârtie | Publii Ovidii Nasonis Metamorphoseon libri XV. expurrgati, et explanati, Cum appendice de diis, et heroibus poeticis. Auctore Josepho Juvencio e Societate Jesu. Venetiis An. MDCCXXVI [1726]. Recusi Tyrnaviae, Typis Academicis Societatis Jesu, Anno Salutis MDCCLVI [1756] | Biblioteca Județeană „Ioan N. Roman”, Constanța | Cimec    |
|      | Publii Ovidii Nasonis Epistolae heroidum Autor: Publious Ovidius Naso, autor | Datare: 1760 Școală: Tipografia Academiei iezuite Dimensiuni: In 8° (17,5 x 11 cm) Material: Hârtie | Publii Ovidii Nasonis Epistolae Heroidum. Ab omni obscaenitate purgatae, cum annotationibus, et interpretatione, Ad usum scholarum Soc[ietatis] Jesu. Tyrnaviae, Typis Academicis Societatis Jesu, Anno MDCCLX [1760] | Biblioteca Județeană „Ioan N. Roman”, Constanța | Cimec    |
|      | Dictionaire Comique, Satyrique, Critique, Burlesque, Libre & Proverbial Autor: Philibert Joseph Le Roux, autor | Datare: 1718 Școală: Michel Charles Le Cene, tipograf-editor Dimensiuni: In 8° (19 x 12 cm) Material: Hârtie | Le Grand dictionaire royal : I. françois-latin-alleman ; II. latin-alleman-françois ; III. alleman-françois-latin ; ci-devant composé par le R.P. François Pomai [sic!], de la Comp. de Jesus, l'un de plus eloquéns hommes de son temps, & presentement selon le style & l'ortographe moderne, purgé d'une infinité de fautes d'impression qui s'y etoient glissées, considerablement augmenté & enrichi de nouveau non seulement d'un grand nombre de mots françois nouvellement introduits, surtout de termes des arts et des sciences, d'expressions élégantes et naïves et de sentences remarquables, mais encore accompagné de cinquante descriptions de diverses Dictionaire comique, satyrique, critique, burlesque, libre et proverbial. Avec une explication très-fidele de toutes les maniéres de parler burlesques, comiques, libres, satyriques, critiques & proverbiales, qui peuvent se rencontrer dans les meilleurs auteurs, tant anciens que modernes. Le tout pour faciliter aux étrangers & aux François mêmes l'intelligence de toutes sortes de livres. Par Philibert Joseph Le Roux. A Amsterdam, Chez Michel Charles Le Cene, Libraire dans le Nes, M. DCC. XVIII. [1718] | Biblioteca Județeană „Ioan N. Roman”, Constanța | Cimec    |
|      | Le grand Dictionaire Royal Autor: François Pomey, autor | Datare: 1715 Școală: Jean Philippe André, tipograf; Karl Joseph Bencard, editor Dimensiuni: In 4° (24,5 x 20 cm) Material: Hârtie | Le Grand dictionaire royal, I. françois-latin-alleman. II. Latin-alleman-françois. III. Alleman-françois-latin; ci-devant composé par le R.P. François Pomai [sic!], de la Comp. de Jesus, l'un de plus eloquéns hommes de son temps, & presentement selon le style & l'ortographe moderne, purgé d'une infinité de fautes d'impression qui s'y etoient glissées, considerablement augmenté & enrichi de nouveau non seulement d'un grand nombre de mots françois nouvellement introduits, surtout de termes des arts et des sciences, d'expressions élégantes et naïves et de sentences remarquables, mais encore accompagné de cinquante descriptions de diverses choses tout-à-fait admirables et d'un petit traitté fort-curieux de la vènerie et de la fauconnerie. Traduit en allemand pour la premiere fois avec un petit Supplement, de forte que les Orateurs tant Latins que François & Allemands trouvent ici qu'ils auroient beau chercher aileurs. Edition cinquieme. Avec Privilege de Sa Majesté Imperiale & Catholique. A Cologne & Francfort. Imprimé aux depens de Charles Joseph Bencard. Par Jean Philippe André. L'an de grace MDCCXV [1715]                                 | Biblioteca Județeană „Ioan N. Roman”, Constanța | Cimec    |
|      | Petri Rodellii e Societate Jesu, Horatius ad Serenissimum Galliarum Delphinum Autor: Quintus Horatius Flaccus, autor; Pierre de Rodelle, îngrijitor de ediție | Datare: 1686 Școală: Văduva lui Claude Thiboust și Pierre Esclassan, editori; Peter Sevin, gravor Dimensiuni: In 12° (13,5 x 8,5 cm) Material: Hârtie | Petri Rodellii e Societate Jesu, Horatius ad Serenissimum Galliarum Delphinum. Parisiis, Apud Viduam Claudi Thiboust, et Petrum Esclassan, Jurat. Bibliopol. Universit. Ordin. via D. Joan. Lateran. e regione Colegij Regij. M. DC, [sic!] LXXXVI [1686]. Cum Privilegio Regis [Tomus primus-secundus] | Biblioteca Județeană „Ioan N. Roman”, Constanța | Cimec    |
|      | Publii Ovidii Nasonis Opera Omnia Autor: Publious Ovidius Naso, autor; Pieter Burman, îngrijitor de ediție | Datare: 1727 Școală: Officina Jansson-Waesberg; Bernard Picart și Mattys Poll, gravori. Dimensiuni: In 4° (26 x 20 cm) Material: Hârtie | Publii Ovidii Nasonis Heroides. Amorum Lib. III. Artis Amatoriae Libri III. Remedia Amoris. Medicamina Faciei, Halieutica. Epicedion Drusi Caesaris. A. Sabini Epistolae III. Cum integris Jacobi Micylli, Herculis Ciofani, Danielis et Nicolai Heinsiorum, et excerptis aliorum notis, quibus suas adiecit Petrus Burmannus. Tom. I. Amstelodami, Apud Janssonio Waesbergios. M. DCC. XXVII [1727] | Biblioteca Județeană „Ioan N. Roman”, Constanța | Cimec    |
|      | Publii Ovidii Nasonis Opera Omnia Autor: Publious Ovidius Naso, autor; Pieter Burman, îngrijitor de ediție | Datare: 1727 Școală: Officina Jansson-Waesberg; I. Goere, I. van Vianen, gravori. Dimensiuni: In 4° (26 x 20 cm) Material: Hârtie | Publii Ovidii Nasonis Metamorphoseon Libri XV. Cum integris Jacobi Constantinii Fanensis, Henrici Loritii Glareani, Jacobi Micylli, Herculis Ciofani, Danielis et Nicolai Heinsiorum, et excerptis aliorum notis, quibus suas adiecit Petrus Burmannus. Tom. II. Amstelodami, Apud Janssonio Waesbergios. M. DCC. XXVII [1727] | Biblioteca Județeană „Ioan N. Roman”, Constanța | Cimec    |
|      | Publii Ovidii Nasonis Opera Omnia Autor: Publious Ovidius Naso, autor; Pieter Burman, îngrijitor de ediție | Datare: 1727 Școală: Officina Jansson-Waesberg; I. Goere, I. van Vianen, gravori. Dimensiuni: In 4° (26 x 20 cm) Material: Hârtie | Publii Ovidii Nasonis Fastorum Libri VI. Cum integris Jacobi Micylli, Herculis Ciofani, Caroli Neapolis, Danielis et Nicolai Heinsiorum, et excerptis aliorum notis, quibus suas adiecit Petrus Burmannus. Tom. III. Amstelodami, Apud Janssonio Waesbergios. M. DCC. XXVII [1727] | Biblioteca Județeană „Ioan N. Roman”, Constanța | Cimec    |
|      | Publii Ovidii Nasonis Opera Omnia Autor: Publious Ovidius Naso, autor; Pieter Burman, îngrijitor de ediție | Datare: 1727 Școală: Officina Jansson-Waesberg Dimensiuni: In 4° (26 x 20 cm) Material: Hârtie | Publii Ovidii Nasonis Ibis. Cum integris Jacobi Constantii Fanensis, Jacobi Micylli, Herculis Ciofani, Dionysii Salvagni Boessi, Dan. et Nic. Heinsiorum, et excerptis aliorum notis, quibus suas adiecit Petrus Burmannus ; ut et appendicem ovidianam, vitas Ovidii, elogia et dedicationes et praefationes doctorum virorum addenda et tres indices. Tom. IV. Amstelodami, Apud Janssonio Waesbergios. M. DCC. XXVII [1727] | Biblioteca Județeană „Ioan N. Roman”, Constanța | Cimec    |
|      | P[ublii] Ovidii Nasonis Opera Autor: Publious Ovidius Naso, autor; Pieter Burman, îngrijitor de ediție | Datare: 1714 Școală: Apud Rod. & Gerh. Wetstenios; Rodolph și Gerhard Wetstenios, tipografi; Bernard Picart, gravor Dimensiuni: In 12° (13,5 x 8 cm) Material: Hârtie | Publii Ovidii Nasonis Opera. Petrus Burmannus ad fidem veterum exemplarium castigavit. [Tomus I] Amstaelodami, Apud Rod. & Gesh. Wetstenios H. FF., MDCCXIV [1714] | Biblioteca Județeană „Ioan N. Roman”, Constanța | Cimec    |
|      | P[ublii] Ovidii Nasonis Operum Autor: Publious Ovidius Naso, autor; Pieter Burman, îngrijitor de ediție | Datare: 1713 Școală: Apud Rod. & Gerh. Wetstenios; Rodolph și Gerhard Wetstenios, tipografi. Dimensiuni: In 12° (13,5 x 8 cm) Material: Hârtie | Publii Ovidii Nasonis Operum. Tomus II, qui Metamorphoses complectitur. Petrus Burmannus ad fidem veterum exemplarium castigavit. Amstaelodami, Apud Rod. & Gesh. Wetstenios H. FF., MDCCXIII [1713] | Biblioteca Județeană „Ioan N. Roman”, Constanța | Cimec    |
|      | P[ublii] Ovidii Nasonis Operum Autor: Publious Ovidius Naso, autor; Pieter Burman, îngrijitor de ediție | Datare: 1713 Școală: Apud Rod. & Gerh. Wetstenios; Rodolph și Gerhard Wetstenios, tipografi. Dimensiuni: In 12° (13,5 x 8 cm) Material: Hârtie | Publii Ovidii Nasonis Operum. Tomus III, in quo Fasti, Tristia, Ponticae epistolae et Ibis. Petrus Burmannus ad fidem veterum exemplarium castigavit. Amstaelodami, Apud Rod. & Gesh. Wetstenios H. FF., MDCCXIII [1713] | Biblioteca Județeană „Ioan N. Roman”, Constanța | Cimec    |